# Gumme

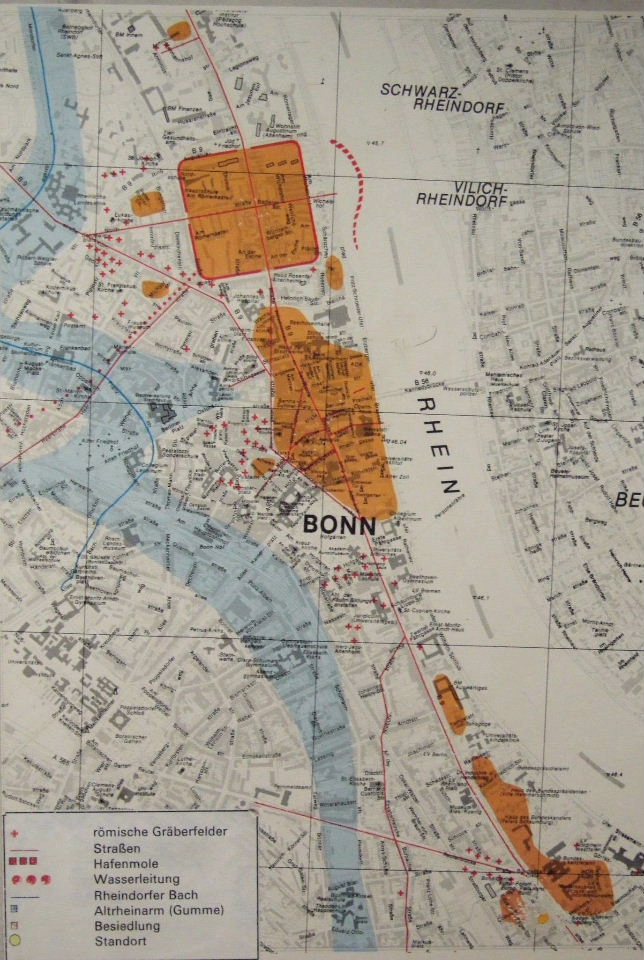
Verlauf der Gumme im Bereich der Stadt Bonn – blau eingefärbt

Die Gumme ist ein Relikt des eiszeitlichen Rheinlaufs.
Sie war bis zum Ende der letzten Eiszeit ca. 11000 v. Chr. ein Altarm des Rheins von 100–300 Meter Breite, der nördlich von Bonn-Mehlem begann und sich nordwärts bis Wesseling-Urfeld erstreckte. Später entwickelten sich daraus eine geologische Nahtrinne, die nur durch Hang-, Qualm- und Hochwasser gespeist wurde, mit zahlreichen, zum Teil jahreszeitlichen Wasserläufen aus dem Vorgebirge. Heute sind hiervon fast nur noch trockene Tälchen und Tiefen zu erkennen. Als Gewässer ist die Gumme nur noch am Roisdorfer Mineralbrunnen, als Rinne in der Landschaft zwischen Bornheim und Widdig und bei Sechtem erhalten.
In Bonn war die Gumme noch bis zur Mitte des 19. Jahrhunderts ein Sumpfgebiet, heute verläuft die Linke Rheinstrecke teilweise in ihrem ehemaligen Bett.